# Festival della poesia di Struga
Il Festival della poesia di Struga (in macedone Струшки вечери на поезијата?, Struški večeri na poezijata) è un festival internazionale di poesia che si tiene ogni anno a Struga, in Macedonia del Nord. Nel corso degli ultimi decenni, ha laureato alcuni dei più importanti poeti internazionali, tra cui Allen Ginsberg, Ted Hughes e i premi Nobel per le letteratura Joseph Brodsky, Pablo Neruda, Eugenio Montale e Seamus Heaney. 
La prima edizione del festival ebbe luogo nel 1961 a Struga e coinvolse soltanto poeti macedoni. Negli anni successivi, la manifestazione si aprì ad autori provenienti da tutti i paesi balcanici. Fu solo nel 1966 che l'evento si trasformò in un festival internazionale, con l'assegnazione della prima Corona d'oro. Dal 2004, in collaborazione con l'UNESCO, il festival ha istituito un secondo premio internazionale, I ponti di Struga, per il miglior poeta esordiente. Nel corso degli anni, il festival ha ospitato circa quattromila autori da tutto il mondo.
I premi internazionali del festival, la Corona d'oro e il premio al miglior poeta esordiente, sono considerati due tra i maggiori riconoscimenti poetici a livello internazionale.

## Vincitori internazionali
| Anno | Corona d'oro             | Paese                | Miglior giovane poeta   | Paese              |
| ---- | ------------------------ | -------------------- | ----------------------- | ------------------ |
| 1966 | Robert Roždestvenskij    | Russia               |                         |                    |
| 1967 | Bulat Okudzhava          | Russia               |                         |                    |
| 1968 | László Nagy              | Ungheria             |                         |                    |
| 1969 | Mak Dizdar               | Bosnia ed Erzegovina |                         |                    |
| 1970 | Miodrag Pavlović         | Serbia               |                         |                    |
| 1971 | W. H. Auden              | Stati Uniti          |                         |                    |
| 1972 | Pablo Neruda             | Cile                 |                         |                    |
| 1973 | Eugenio Montale          | Italia               |                         |                    |
| 1974 | Fazıl Hüsnü Dağlarca     | Turchia              |                         |                    |
| 1975 | Léopold Sédar Senghor    | Senegal              |                         |                    |
| 1976 | Eugène Guillevic         | Francia              |                         |                    |
| 1977 | Artur Lundkvist          | Svezia               |                         |                    |
| 1978 | Rafael Alberti           | Spagna               |                         |                    |
| 1979 | Miroslav Krleža          | Croazia              |                         |                    |
| 1980 | Hans Magnus Enzensberger | Germania             |                         |                    |
| 1981 | Blaže Koneski            | Macedonia del Nord   |                         |                    |
| 1982 | Nichita Stănescu         | Romania              |                         |                    |
| 1983 | Sachchidananda Agyey     | India                |                         |                    |
| 1984 | Andrey Voznesensky       | Russia               |                         |                    |
| 1985 | Yiannis Ritsos           | Grecia               |                         |                    |
| 1986 | Allen Ginsberg           | Stati Uniti          |                         |                    |
| 1987 | Tadeusz Różewicz         | Polonia              |                         |                    |
| 1988 | Desanka Maksimović       | Serbia               |                         |                    |
| 1989 | Thomas W. Shapcott       | Australia            |                         |                    |
| 1990 | Justo Jorge Padrón       | Spagna               |                         |                    |
| 1991 | Joseph Brodsky           | Russia               |                         |                    |
| 1992 | Ferenc Juhász            | Ungheria             |                         |                    |
| 1993 | Gennadiy Aygi            | Russia               |                         |                    |
| 1994 | Ted Hughes               | Regno Unito          |                         |                    |
| 1995 | Yehuda Amichai           | Israele              |                         |                    |
| 1996 | Makoto Ōoka              | Giappone             |                         |                    |
| 1997 | Adunis                   | Siria                |                         |                    |
| 1998 | Liu Banjiu               | Cina                 |                         |                    |
| 1999 | Yves Bonnefoy            | Francia              |                         |                    |
| 2000 | Edoardo Sanguineti       | Italia               |                         |                    |
| 2001 | Seamus Heaney            | Irlanda              |                         |                    |
| 2002 | Slavko Mihalić           | Croazia              |                         |                    |
| 2003 | Tomas Tranströmer        | Svezia               |                         |                    |
| 2004 | Vasco Graça Moura        | Portogallo           | Angelo V. Suárez        | Filippine          |
| 2005 | William S. Merwin        | Stati Uniti          | Andrea Cote             | Colombia           |
| 2006 | Nancy Morejón            | Cuba                 | Marianna Geide          | Russia             |
| 2007 | Mahmoud Darwish          | Palestina            | Manua Rime              | Belgio             |
| 2008 | Fatos Arapi              | Albania              | Antonia Novakovic       | Croazia            |
| 2009 | Tomaž Šalamun            | Slovenia             | Ousmane Sarrouss        | Senegal            |
| 2010 | Lyubomir Levchev         | Bulgaria             | Siim Kera               | Estonia            |
| 2011 | Mateja Matevski          | Macedonia del Nord   | Hiroshi Taniuchi        | Giappone           |
| 2012 | Mongane Wally Serote     | Sudafrica            | François-Xavier Maigre  | Francia            |
| 2013 | José Emilio Pacheco      | Messico              | Nikolina Andova Shopova | Macedonia del Nord |
| 2014 | Ko Un                    | Corea del Sud        | Harry Man               | Regno Unito        |
| 2015 | Bei Dao                  | Cina                 | Paula Bozalongo         | Spagna             |
| 2016 | Margaret Atwood          | Canada               | Runa Svetlikova         | Belgio             |
| 2017 | Charles Simić            | Stati Uniti          | Goran Čolakhodžić       | Croazia            |
| 2018 | Adam Zagajewski          | Polonia              | Pauli Tapio             | Finlandia          |
| 2019 | Ana Blandiana            | Romania              | Monika Herceg           | Croazia            |
| 2020 | Amir Or                  | Israele              | Martina Strakova        | Slovenia           |
| 2021 | Carol Ann Duffy          | Regno Unito          | Vladan Kreckovic        | Serbia             |
| 2022 | Shuntarō Tanikawa        | Giappone             | Gerardo Masuccio        | Italia             |
| 2023 | Vlada Urošević           | Macedonia del Nord   | Gavin Bradley           | Irlanda            |
| 2024 | Jean-Pierre Siméon       | Francia              | Katrin Pitz             | Germania           |
| 2025 | Ivan Štrpka              | Slovacchia           | Mateusz Szymczyk        | Polonia            |

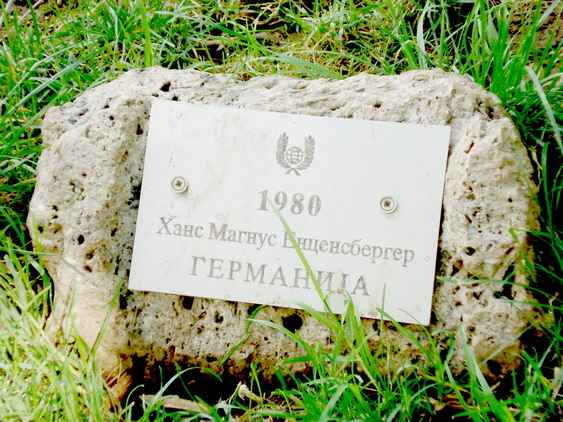
Targa commemorativa della vittoria del poeta tedesco Hans Magnus Enzensberger.

Lingue più premiate, per numero di poeti laureati con i due premi internazionali:
| Lingua     | Laureati |
| ---------- | -------- |
| Inglese    | 13       |
| Francese   | 8        |
| Spagnolo   | 7        |
| Russo      | 6        |
| Croato     | 5        |
| Macedone   | 4        |
| Giapponese | 3        |
| Italiano   | 3        |
| Svedese    | 2        |
| Polacco    | 2        |
| Serbo      | 2        |
| Cinese     | 2        |
| Arabo      | 2        |
| Romeno     | 2        |
| Ebraico    | 2        |
| Sloveno    | 2        |
| Ungherese  | 2        |
| Slovacco   | 1        |